# Ljubov Sobolová
Ljubov Eduardovna Sobolová (* 13. září 1987, Lobňa, Sovětský svaz) je ruská politička a aktivistka. Spolupracovala s opozičníkem Alexejem Navalným a je právničkou jím založeného Fondu boje s korupcí.
V srpnu 2021 navzdory soudnímu zákazu opustila Rusko.

## Život
Sobolová vystudovala práva na Lomonosovově univerzitě v Moskvě. Už během studia byla politicky aktivní, účastnila se voleb jako nezávislá pozorovatelka. Tehdy se poprvé setkala s volebními podvody a ještě před dokončením vysoké školy se tak přidala do týmu Navalného.
Časopis Forbes Sobolovou zařadil na seznam „hrdinů roku 2011, jejichž tvář málokdo zná“. Ocitla se na něm kvůli své práci pro projekt RosPil, který poukazuje na zneužívání vládních zakázek.
V roce 2019 usilovala o mandát v moskevském zastupitelstvu. Úřady však její kandidaturu zamítly s tím, že jí chybělo 231 podpisů. Podle opozice však úřady s podpisy manipulují a znehodnocují je. Účasti ve volbách se Sobolová dožadovala hladovkou.
V prosinci 2020 policie provedla razii v bytě Sobolové. Na 48 hodin pak byla zadržena a bylo proti ní zahájeno trestní stíhání kvůli podezření, že násilím vnikla do bytu cizí osoby. Incident podle Navalného souvisí s pokusem o jeho zabití ze srpna 2020.
Znovu zadržena byla Sobolová 23. ledna 2021 při protestech na podporu Navalného; později téhož dne byla propuštěna, stejně jako Navalného manželka Julija.
Za porušení protipandemických opatření, kterého se údajně dopustila při organizaci protestů na podporu Alexeje Navalného, byla od ledna 2021 v domácím vězení. V březnu jí ho úřady prodloužily do druhé půlky června.
Dne 3. srpna 2021 soud v Moskvě Sobolové vyměřil trest 18 měsíců omezení svobody za porušení hygienických norem, kvůli účasti na lednové nepovolené demonstraci za Navalného osvobození. Verdikt jí zakázal opouštět byt v nočních hodinách, účastnit se masových akcí nebo vycestovat za hranice města, kde má bydliště. Dne 7. srpna Sobolová z Ruska odletěla do Turecka. Rozsudek podle ní v tu dobu ještě nevstoupil v platnost. „V zásadě to můžete interpretovat jako možnost opustit zemi,“ uvedla.